# Naum Ancełowicz
Naum Markowicz Ancełowicz, ros. Наум Маркович Анцелович (ur. 26 marca?/7 kwietnia 1888 w Petersburgu, zm. 15 września 1952 w Moskwie) – radziecki polityk i działacz związkowy żydowskiego pochodzenia, ludowy komisarz przemysłu leśnego ZSRR (1938–1940).
Ukończył szkołę elektrotechniczną, od 1905 działacz SDPRR, agitator w Petersburgu, Odessie i na Krymie, kilkakrotnie aresztowany. Skazany w trybie administracyjnym na zsyłkę, 1913 zbiegł z zesłania. Od 1917 członek Komitetu Wykonawczego Rady Piotrogrodzkiej i Piotrogrodzkiego Komitetu Wojskowo-Rewolucyjnego,
przewodniczący Związku Elektryków, 1918 członek Biura Komitetu Miejskiego RKP(b) w Piotrogrodzie. Od sierpnia 1918 przewodniczący Miejskiej Rady Związków Zawodowych w Piotrogrodzie, od września do grudnia 1919 zastępca szefa Wydziału Politycznego Frontu Południowego wojny domowej, od 1920 do marca 1923 przewodniczący Rady Związków Zawodowych guberni piotrogrodzkiej, równocześnie funkcjonariusz Czerwonej Międzynarodówki Związków Zawodowych (Profinternu), 1921–1923 przewodniczący Środkowoeuropejskiego Biura Profinternu. 1923–1928 przewodniczący KC Związku Robotników Rolnych i Leśnych, od 19 grudnia 1927 do 26 stycznia 1934 zastępca członka KC WKP(b), 1928–1931 sekretarz Wszechzwiązkowej Centralnej Rady Związków Zawodowych (WCSPS), od października 1931 do 11 lutego 1934 zastępca ludowego komisarza inspekcji robotniczo-chłopskiej ZSRR, od 4 lutego 1932 do 26 stycznia 1934 członek Prezydium Centralnej Komisji Kontroli WKP(b). Od 11 lutego 1934 do marca 1939 członek Komisji Kontroli Radzieckiej przy Radzie Komisarzy Ludowych ZSRR, równocześnie pełnomocnik tej komisji w Kraju Gorkowskim (1934-1935) i obwodzie leningradzkim (1935-1938), członek Biura tej komisji (1937–1939) i zastępca przewodniczącego tej Komisji (marzec–październik 1938). Od 29 października 1938 do 27 kwietnia 1940 ludowy komisarz przemysłu leśnego ZSRR, od 21 marca 1939 do 20 lutego 1941 członek KC WKP(b), 1940-1941 kierownik dwóch wydziałów WCSPS, 1941–1945 zastępca szefa wydziału politycznego dywizji Armii Czerwonej w stopniu podpułkownika, 1945–1949 zastępca ludowego komisarza/ministra handlu Rosyjskiej FSRR, 1949–1950 dyrektor moskiewskiej fabryki mebli, od 1950 na emeryturze. Deputowany do Rady Najwyższej ZSRR 1 kadencji. Pochowany na Cmentarzu Nowodziewiczym.

## Odznaczenia
- Order Czerwonego Sztandaru
- Order Wojny Ojczyźnianej II klasy
- Order Czerwonej Gwiazdy

oraz medale.